# Vladislav Đukić
Vladislav Đukić (cyr. Владислав Ђукић, ur. 7 kwietnia 1962 we Vrnjačkiej Banji) – serbski piłkarz występujący na pozycji napastnika. Reprezentant Jugosławii. Trener piłkarski.

## Kariera klubowa
Đukić karierę rozpoczynał w sezonie 1983/1984 w drugoligowym Napredaku Kruševac. Na początku 1987 roku, w trakcie sezonu 1986/1987 przeniósł się do pierwszoligowego zespołu FK Priština. W styczniu 1988 roku odszedł stamtąd innego pierwszoligowca, Partizana. W sezonie 1987/1988 wywalczył z nim wicemistrzostwo Jugosławii, a w sezonie 1988/1989 Puchar Jugosławii.
W 1989 roku Đukić przeszedł do włoskie Ceseny. W Serie A zadebiutował 27 sierpnia 1989 w przegranym 0:3 meczu z Milanem. 3 września 1989 w wygranym 2:1 spotkaniu z US Cremonese strzelił pierwszego gola w Serie A. W Cesenie spędził sezon 1989/1990.
Następnie wrócił do Partizana, z którym w sezonie 1991/1992 ponownie został wicemistrzem Jugosławii, a także zdobył Puchar Jugosławii. W 1992 roku odszedł do Napredaka Kruševac (I liga), gdzie w 1993 roku zakończył karierę.

## Kariera reprezentacyjna
W reprezentacji Jugosławii Đukić rozegrał dwa spotkania. Zadebiutował w niej 4 czerwca 1988 w zremisowanym 1:1 towarzyskim pojedynku z RFN, a po raz drugi wystąpił 24 sierpnia 1988 w wygranym 2:0 towarzyskim meczu ze Szwajcarią, w którym strzelił też gola. W tym samym roku został powołany do kadry na Letnie Igrzyska Olimpijskie, zakończone przez Jugosławię na fazie grupowej.